# Virginio Bernardi
Virginio Bernardi (Caserta, 7 gennaio 1954) è un allenatore di pallacanestro italiano.
È stato l'allenatore che ha portato l'Aurora Desio per la prima volta in Serie A, al termine del campionato 1986-87. Ha conquistato altre due promozioni, con Forlì e Reggio Emilia.

## Carriera
La sua prima squadra da coach è stata proprio quella brianzola, che ha diretto per due stagioni in Serie A2 e nella prima in Serie A1, culminata con la retrocessione. Nel 1988-89 è alla Filodoro Brescia, la stagione successiva occupa la panchina della Jollycolombani Forlì, che riporta subito in A1. Con i romagnoli ottiene una salvezza che gli vale la chiamata del Ranger Varese. Non sfrutta appieno l'occasione ottenendo un deludente 11º posto.
Nel 1992-93 riporta la Sidis Reggio Emilia in Serie A1 e l'anno successivo conquista un'altra salvezza. Dal 1994 al 1996 è all'Illycaffè Trieste, ma viene esonerato dopo 10 partite nella seconda stagione. Riparte dalla Juve Caserta, in A2, ma anche questa volta il risultato è al di sotto delle aspettative. L'ultima chance in A1 gli viene offerta dalla Polti Cantù, ma viene esonerato dopo sei partite in favore di Massimo Magri. Conclude con un biennio a Fabriano, subentrando a Roberto Di Lorenzo e venendo sostituito da Alberto Bucci. Nel 2001 va a Scafati e dopo poche giornate passa alla Premiata Montegranaro.
Nel dicembre 2002 assume il ruolo di direttore generale dei Crabs Rimini fino al termine del campionato.
Intraprende poi la carriera di procuratore sportivo rappresentando principalmente allenatori.